# Madame Beccari
Madame Beccari, Beccary ou Becary, parfois même Madame de B*** G*** ou Mme Adams, est une femme (?) de lettres du siècle des Lumières, peut-être d'origine italienne et d'expression française, de nom et de prénom inconnus. Dans la première édition de Milord d'Ambi, à la page de titre, le lecteur apprend néanmoins que l'Auteur résiderait à la "rue Royale, place de Louis XV, maison de M. Leucotte", ingénieur, professeur, graveur, éditeur, entre autres, qui a collaboré à la rédaction de l'Encyclopédie.
Le pseudonyme Beccari pourrait également provenir du nom de famille italien Beccaria illustré par Cesare Beccaria dont le fameux Traité des délits et des peines a été traduit en français en 1765 et publié à Yverdon. Sa femme, qu'il épousa en 1761 contre la volonté de son père, se nommait Teresa di Blasco Beccaria (1745-1774). Dès 1766, le couple résidait à Paris.
Il se peut enfin que ce nom de famille soit un jeu de mots : "Bec (Becque) a ri". À l'heure actuelle, il est impossible de savoir qui se cache derrière ce pseudonyme.

## Biographie
Selon Fréron, Madame Beccari est l'auteur de plusieurs romans épistolaires à la manière de Samuel Richardson, prétendument traduits de l'anglais. D'Aquin de Château-Lyon, dans L'Almanach littéraire de 1782, résume ainsi l'intrigue des Mémoires de Fanny Spingler, son roman le plus connu :

« Une Orpheline sans fortune passant de la maison de son Tuteur chez un Parent de sa mère ; cette jeune & jolie personne trahie par une femme altière & fausse ; les suites affreuses de la plus atroce calomnie, tous les malheurs, & le plus grand, puisqu'il en coûte la vie à Fanny Spingler & à son Amant ; tel est le tableau touchant qu'offre Madame Beccary. Ce Roman est en forme de Lettres. La plûpart sont très-intéressantes ; il y en a pourtant quelques-unes d'inutiles. Au reste, nous trouvons beaucoup de noblesse dans le caractère de cette Fanny qui aime si bien, mais qui en même-temps est si délicate, si vertueuse, & qui montre tant de candeur & tant de générosité. »

Ce roman fut largement diffusé, commenté et traduit. Antoine Rivarol le trouvait « plein d'une morale vraie, usuelle, & sans exagération ». Et un critique littéraire suisse du XVIIIe siècle écrivait : « Ce n'est pas un des chefs-d'œuvre du génie. Je ne le placerai pas dans ma bibliothèque à côté de Grandison, de Clarice, de Julie & de Werther. Mais c'est un bon roman. »
D'après Emily A. Crosby, Mme Beccary se réclamait de Jean-Jacques Rousseau et sut tirer profit des romans de Mme de Riccoboni pour écrire les siens. Enfin, selon Eva Martin Sartori, les romans de Mme Beccary sont des contes moraux au plus haut degré. Elle "exulte dans la sentimentalité résolument vertueuse de ses héroïnes sans questionner ni décrier le double standard sexuel de son temps, au contraire de Mme Riccoboni par exemple. La plupart des protagonistes féminins de Mme Beccary triomphent à la fin, comme dans les Lettres de Milady Bedford (1769), les Mémoires de Lucie d’Olbery (1770) et Milord d’Ambi (1778), même si dans son dernier ouvrage, les Mémoires de Fanny Spingler (1781), Beccary demontre que la vertu n'est pas toujours récompensée".

## Œuvres
- Lettres de Milady Bedfort, traduites de l'anglois, par Madame de B... G..., Chez de Hansy le jeune, Paris, 1769.
- Mémoires de Lucie d'Olbery, traduits de l'anglois, par Madame de B*** G***, Chez de Hansy le jeune, Paris, 1770, 2 vol. Texte en ligne 1
- Milord d'Ambi, Histoire angloise, par Madame Beccary, Auteur des Lettres de Lucie d'Olbery, Chez Gauguery, Paris, 1778, 2 vol. in-12 (rééd. Bastien, Paris, 1781, 2 vol. in-12).
- Mémoires de Fanny Spingler, Histoire Angloise, par Madame Beccary, de la Société typographique, Neuchâtel, 1780, 2 vol. in-12 (rééd. chez Knapen, en bas du pont Saint-Michel, Paris, 1781, 2 vol. in-12, 3 livres). Texte en ligne 1 2